# Impruneta
Impruneta é uma comuna italiana da região da Toscana, província de Florença, com cerca de 14.610 habitantes. Estende-se por uma área de 48 km², tendo uma densidade populacional de 304 hab/km². Faz fronteira com Bagno a Ripoli, Florença, Greve in Chianti, San Casciano in Val di Pesa, Scandicci.

## Demografia
| Variação demográfica do município entre 1861 e 2011                               |
|                                                                                   |
| Fonte: Istituto Nazionale di Statistica (ISTAT) - Elaboração gráfica da Wikipedia |